# Carl Adolf Riebeck

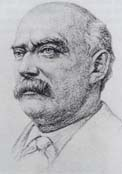
Carl Adolf Riebeck

Carl Adolf Riebeck, eigentlich Carl Adolph Riebeck, (* 27. September 1821 in Clausthal; † 28. Januar 1883 in Halle) war ein Industrieller und Bergwerksunternehmer. Die Auseinandersetzung um seinen Alleinbesitz nach seinem Tod führte zur Gründung der A. Riebeck’sche Montanwerke AG durch seine Erben.

## Leben und Wirken
Riebeck stammte aus einer Clausthaler Bergmannsfamilie. Sein Vater war Steiger und Markscheidergehilfe und zog 1827 mit seiner Familie nach Harzgerode, um sich dort im Unterharzer Bergbau in Anhalt zu betätigen. Nach der Schulausbildung in Harzgerode arbeitete Riebeck ab 1835 als Grubenjunge und später als Lehrhäuer in der Harzgeroder Blei- und Silbergrube Albertine. Mit 18 Jahren verließ er den Harz, um in den Braunkohlengruben um Zeitz und Weißenfels anzulegen. Er besuchte die Bergschule in Eisleben und erwarb die Befähigung zum Steigerdienst.
Nach einem Unglücksfall wurde Riebeck wegen schuldhafter Pflichtverletzung zu einer einjährigen Zuchthausstrafe verurteilt, die er zwischen 1848 und 1849 verbüßte. Nach seiner Entlassung fand er eine Anstellung bei der Sächsisch-Thüringischen Aktiengesellschaft für Braunkohlenverwertung und arbeitete sich mit Fleiß und Können bis auf die Stelle eines Berginspektors hoch, die er 1856 erhielt.
Nachdem er erkennen musste, dass ihm eine weitere Karriere bei dem Unternehmen nicht möglich war, kündigte er 1858 seine Stelle. Er erwarb mehrere ihm bekannte Braunkohlenfelder im Raum Bitterfeld und Weißenfels, mit deren Abbau er begann. Im Laufe der Zeit errichtete Riebeck mit Krediten in seinen Braunkohlenwerken Schwelereien und Destillationsanlagen zur Gewinnung von Paraffin, Solaröl und Teer. Die Mineralölfabriken Gosserau, Webau, Reußen bei Theißen und Oberröblingen waren der Grundstock für Riebecks Imperium.
Binnen weniger Jahre erwarb Riebeck fast sämtliche Schwelereien, Raffinationsanlagen und Brikettfabriken um Halle, Weißenfels und Bitterfeld. Er entwickelte den Braunkohlenbergbau in der Provinz Sachsen und Thüringen zu einem Komplex der Großindustrie.
Neben dem Besitz der späteren A. Riebeck’sche Montanwerke AG besaß Riebeck, dem der Titel eines Kommerzienrates verliehen und der zum reichsten Bürger Halles geworden war, auch die Riebecksche Brauerei, das heutige Leipziger Brauhaus zu Reudnitz, im sächsischen Reudnitz  und einige Rittergüter. Bereits vor der Sozialgesetzgebung schuf Riebeck in seinen Werken soziale Sicherungsmaßnahmen für seine Arbeiter. Riebeck war Stadtverordneter von Halle, nach ihm wurde der Riebeckplatz benannt. Sein Grab befindet sich auf dem halleschen Stadtgottesacker.

### Privatleben

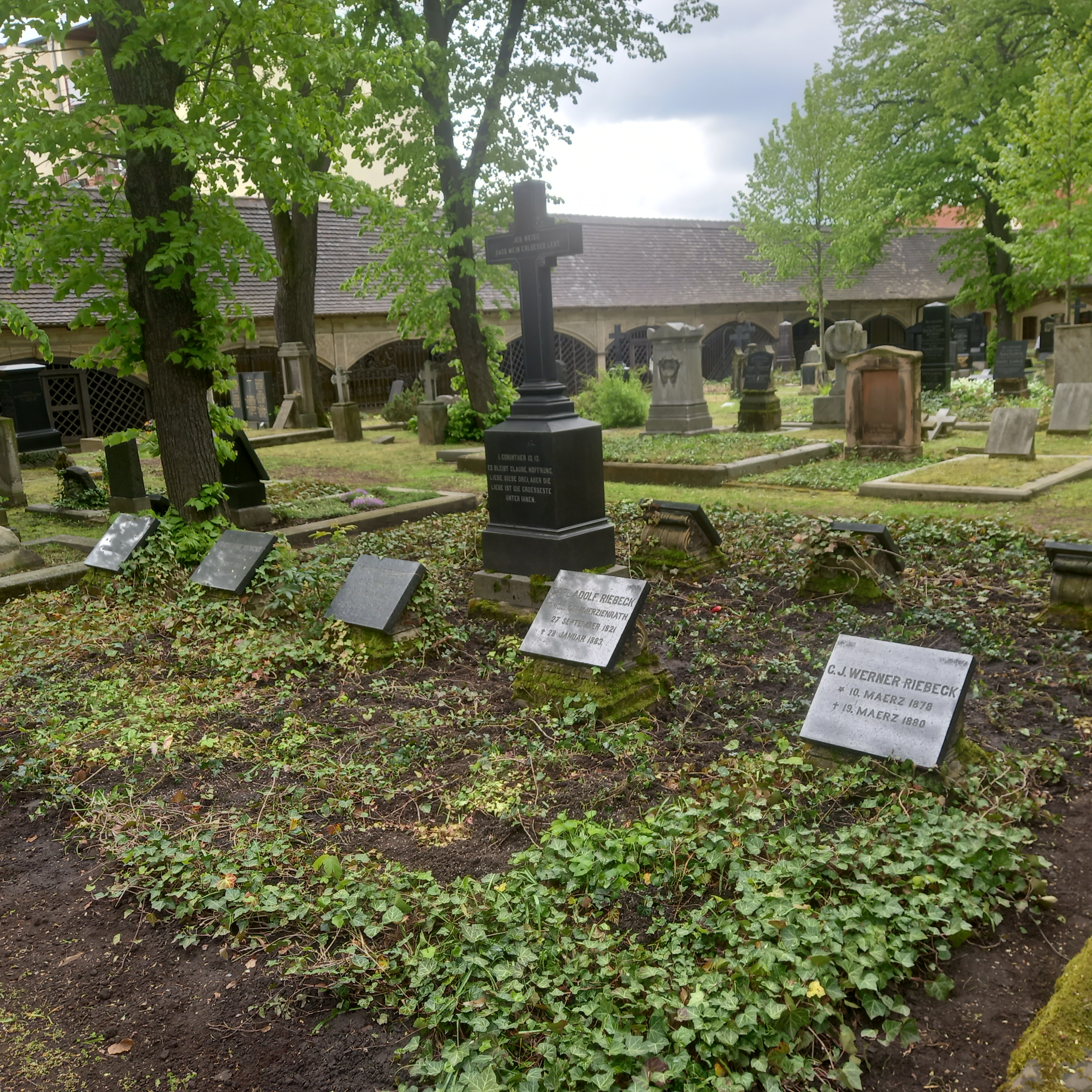
Das Grab von Carl Adolf Riebeck im Familiengrab auf dem Stadtgottesacker in Halle

Riebeck war seit 1847 in erster Ehe mit Marie Renke (1825–1873) verheiratet. Aus der Ehe gingen 17 Kinder hervor, von denen allerdings nur 8 das Erwachsenenalter erreichten. Von diesen 8 Kindern waren 2 Söhne: Emil Riebeck und Paul Riebeck. Seine Tochter Margarete (1864–1904) war mit dem Infanteriegeneral Reinhard Gottlob Georg Heinrich Freiherr von Scheffer-Boyadel verheiratet und wurde mit ihm 1890 geadelt. Seine Tochter Marie heiratete 1872 den Geowissenschaftler Hermann Credner.
1877 heiratete Riebeck in zweiter Ehe Emilie Balthasar (1838–1930). Aus der Ehe gingen 2 Kinder hervor, die allerdings beide an Diphtherie starben.